# Бензатин бензилпеніцилін
Бензатин бензилпеніцилін — β-лактамний антибіотик з групи пеніцилінів типу G пролонгованої дії для парентерального введення, широкого спектру дії.

## Фармакологічні властивості
Бензатин бензилпеніцилін — антибіотик з групи пеніцилінів пролонгованої дії, що діє бактерицидно, порушуючи синтез клітинної стінки бактерій. Препарат має широкий спектр антимікробної дії. Проявляє високу активність до таких збудників: грампозитивні аероби — стафілококи (крім метицилінонечутливих), стрептококи, Corynebacterium diphtheriae; грампозивні анаероби — Actinomyces spp., клостридії, Bacillus anthracis; грамнегатині бактерії — нейсерії, а також бліда спірохета. До препарату стійкі віруси, грибки, мікобактерії, мікоплазми, рикетсії, найпростіші, а також більшість грамнегативних бактерій.

### Фармакокінетика
При внутрішньом'язовому введенні бензатин бензилпеніцилін всмоктується дуже повільно, максимальна концентрація в крові досягається через 12-24 годин після введення. У крові препарат створює депо та повільно гідролізується з утворенням бензилпеніциліну. Бензатин бензилпеніцилін не створює високих концентрацій у тканинах організму, але створює високі концентрації в рідинах організму. Погано проникає через гематоенцефалічний бар'єр. Препарат проникає через плацентарний бар'єр та виділяється в грудне молоко. Бензатин бензилпеніцилін не метаболізується в організмі, виводиться в незміненому вигляді нирками. Протягом 8 діб виводиться з організму близько 33 % препарату.

## Показання до застосування
Бензатин бензилпеніцилін показаний для лікування скарлатини, гострого тонзиліту, хронічної бешихи, еризипелоїду, інфікованих та вкушених ран, сифілісу та інших хвороб, які спричинюють трепонеми; із профілактичною метою застосовують при ревмокардиті, ревматичній хореї, після перенесеного гломерулонефриту, рецидивній бешисі, після контакту з хворим скарлатиною або сифілісом.

## Побічна дія
При застосуванні бензатин бензилпеніциліну можливі наступні побічні ефекти:
- Алергічні реакції — часто висипання на шкірі, свербіж шкіри, кропив'янка, гарячка, набряк Квінке; вкрай рідко задишка, сироваткова хвороба, синдром Стівенса-Джонсона, синдром Лаєлла, анафілактичний шок. При лікуванні сифілісу зрідка може розвиватися реакція Яріша-Герксгаймера.
- З боку травної системи — часто нудота, блювання, діарея, біль в животі, здуття живота, стоматит, глосит, кандидоз ротової порожнини; у поодиноких випадках псевдомембранозний коліт.
- З боку нервової системи — рідко неспокій, запаморочення, головний біль, нейропатія.
- З боку сечовидільної системи — у поодиноких випадках інтерстиціальний нефрит.
- Зміни в лабораторних аналізах — часто еозинофілія, лейкопенія, нейтропенія, гемолітична анемія, тромбоцитопенія; у поодиноких випадках агранулоцитоз, збільшення протромбінового часу, збільшення рівня білірубіну, підвищення активності амінотрансфераз у крові.

При випадковому внутрішньосудинному введенні препарату можуть з'являтися почуття пригніченості, страху, галюцинацій, втрати свідомості, ціанозу, тахікардії, порушення моторики. У переважній більшості таких випадків ці симптоми зникають протягом години.

## Протипокази
Бензатин бензилпеніцилін протипоказаний при підвищеній чутливості до β-лактамних антибіотиків, при важких алергічних захворюваннях та бронхіальній астмі. Препарат не застосовується при вагітності та в дитячому віці. Під час лікування бензатин бензилпеніциліном рекомендовано припинити годування грудьми. Препарат не застосовується при захворюваннях, що потребують високих концентрацій препарату в крові або у лікворі (пневмонія, менінгіт, вроджений нейросифіліс).

## Форми випуску
Бензатин бензилпеніцилін випускається у вигляді порошку в флаконах для ін'єкцій по 300 000, 600 000, 1 200 000 та 2 400 000 МО. Бензатин бензилпеніцилін входить до складу комбінованих препаратів «Біцилін-3» та «Біцилін-5» разом із новокаїновою сіллю бензилпеніциліну.